# Knebworth Festival 1979
Knebworth Festival 1979 - dwa koncerty grupy muzycznej Led Zeppelin,
które odbyły się 4 i 11 sierpnia na festiwalu w Knebworth w Anglii. Były to pierwsze występy Led Zeppelin od śmierci syna Roberta Planta, Karaca, w 1977 r.

## Program koncertów
1. "The Song Remains the Same" (Page, Plant)
2. "Celebration Day" (Jones, Page, Plant)
3. "Black Dog" (Jones, Page, Plant)
4. "Nobody's Fault But Mine" (Page, Plant)
5. "Over the Hills and Far Away" (Page, Plant)
6. "Misty Mountain Hop" (Jones, Page, Plant)
7. "Since I've Been Loving You" (Jones, Page, Plant)
8. "No Quarter" (Jones, Page, Plant)
9. "Ten Years Gone" (Page, Plant) (tylko 4 sierpnia)
10. "Hot Dog" (Page, Plant)
11. "The Rain Song" (Page, Plant)
12. "White Summer"/"Black Mountain Side" (Page)
13. "Kashmir" (Bonham, Page, Plant)
14. "Trampled Under Foot" (Jones, Page, Plant)
15. "Sick Again" (Page, Plant)
16. "Achilles Last Stand" (Page, Plant)
17. Page Solo
18. "In the Evening" (Jones, Page, Plant)
19. "Stairway To Heaven" (Page, Plant)

Bisy:
1. "Rock and Roll" (Bonham, Jones, Page, Plant)
2. "Whole Lotta Love" (Bonham, Dixon, Jones, Page, Plant)
3. "Heartbreaker" (Bonham, Jones, Page, Plant) (tylko 4 sierpnia)
4. "Communication Breakdown" (Bonham, Jones, Page) (tylko 11 sierpnia)